# European Youth Winter Olympic Festival 2009
European Youth Winter Olympic Festival 2009 var den nionde vinterupplagan av EYOF. Tävlingarna hölls i Övre Schlesien i Polen och städerna Bielsko-Biała, Cieszyn, Tychy, Szczyrk och Wisła, mellan den 15 och 20 februari 2009. De tävlande var födda mellan 1990 och 1993 och var alltså i åldrarna 16 till 19 år.

## Sporter
31 grenar i nio sporter utövades under tävlingsveckan. Backhoppning, curling och nordisk kombination var med inte med vi de tidigare tävlingarna 2007.
| - Alpin skidåkning - Backhoppning - Curling - Ishockey - Konståkning | - Längdskidåkning - Nordisk kombination - Skidskytte - Snowboard |

## Anläggningar
Åtta anläggningar i fyra städer användes till den nio olika sporterna.
| Sport                          | Stad          | Anläggning                                                        |
| ------------------------------ | ------------- | ----------------------------------------------------------------- |
| Alpin skidåkning               | Szczyrk       | FIS Skrzyczne                                                     |
| Längdskidåkning Skidskytte     | Wisła         | Kubalonka Cross-country and biathlon stadium                      |
| Backhoppning                   | Szczyrk       | Skalite jumping hill                                              |
| Nordisk kombination            | Szczyrk       | Skalite jumping hill Kubalonka Cross-country and biathlon stadium |
| Snowboard, parallellstorslalom | Szczyrk       | FIS Golgota                                                       |
| Snowboard, bordercross         | Szczyrk       | Juliany snowcross track                                           |
| Konståkning                    | Cieszyn       | Cieszyn ice rink                                                  |
| Ishockey                       | Tychy         | Tychy ice rink                                                    |
| Curling                        | Bielsko-Biała | Bielsko-Biała curling arena                                       |

## Kalender
Varje blå box representerar en tävling, exempelvis ett kval, den dagen. De gula boxarna representerar en prisutdelning för en sport. Siffran i boxen representerar antalet finaler som hålls den dagen.
| Tävling              |
| Grenfinal            |
| Öppningsceremonin    |
| Avslutningsceremonin |

| Februari            | 15 | 16 | 17 | 18 | 19 | 20 |
| ------------------- | -- | -- | -- | -- | -- | -- |
| Ceremonier          |    |    |    |    |    |    |
| Alpin skidåkning    |    | 2  | 1  | 1  | 1  | 1  |
| Backhoppning        |    |    | 1  |    | 1  |    |
| Curling             |    |    |    |    |    | 2  |
| Ishockey            |    |    |    |    |    | 1  |
| Konståkning         |    |    |    | 1  | 1  | 1  |
| Längdskidåkning     |    | 2  |    | 2  | 2  | 1  |
| Nordisk kombination |    | 1  |    | 1  |    | 1  |
| Skidskytte          |    |    | 2  | 2  |    | 1  |
| Snowboard           |    |    |    | 1  |    | 1  |
| Februari            | 15 | 16 | 17 | 18 | 19 | 20 |

## Deltagande nationer
45 av de 49 europeiska olympiska kommittéerna deltog i tävlingarna, Malta deltog för första gången.
| - Andorra - Armenien - Belgien - Bosnien och Hercegovina - Bulgarien - Cypern - Danmark - Estland - Frankrike - Finland - Georgien - Grekland - Irland - Island | - Israel - Italien - Kroatien - Lettland - Liechtenstein - Litauen - Makedonien - Malta - Monaco - Montenegro - Nederländerna - Norge - Polen - Portugal - Rumänien | - Ryssland - Schweiz - Serbien - Slovakien - Slovenien - Spanien - Storbritannien - Sverige - Tjeckien - Turkiet - Tyskland - Ukraina - Ungern - Vitryssland - Österrike |

## Medaljfördelning
Här följer de tio bästa i medaljligan, för hela teballen se: Medaljfördelning vid European Youth Winter Olympic Festival 2009.
| Pl. | Nation    | Guld | Silver | Brons | Totalt |
| --- | --------- | ---- | ------ | ----- | ------ |
| 1   | Ryssland  | 5    | 2      | 4     | 11     |
| 2   | Tyskland  | 4    | 7      | 4     | 15     |
| 3   | Österrike | 4    | 4      | 1     | 9      |
| 4   | Finland   | 4    | 0      | 2     | 6      |
| 5   | Norge     | 3    | 4      | 6     | 13     |
| 6   | Schweiz   | 3    | 3      | 5     | 11     |
| 7   | Sverige   | 2    | 3      | 1     | 6      |
| 8   | Slovenien | 2    | 0      | 2     | 4      |
| 9   | Polen     | 1    | 2      | 1     | 4      |
| 10  | Frankrike | 1    | 1      | 2     | 4      |